# Marcial Dorado
Marcial Dorado Baúlde (Cambados, Pontevedra, 2 de abril de 1950) es un narcotraficante español residente en la Isla de Arosa.

## Trayectoria
Comenzó a trabajar para el contrabandista de tabaco Vicente Otero Pérez "Terito" como piloto de lanchas motoras de alta velocidad. A partir de entonces sus actividades le permitieron ser propietario de terrenos, estaciones de servicio, bodegas, etcétera. En los años noventa fue detenido y condenado por contrabando de tabaco. En 2003 fue detenido por orden del juez José Antonio Vázquez Taín por su implicación en el contrabando de cocaína. Juzgado en la Audiencia Nacional, fue condenado a 14 años de cárcel. Durante el proceso se le embargaron propiedades vinícolas, casi doscientas propiedades inmobiliarias, y cuentas en Suiza, Portugal y las Bahamas. En los últimos años se le ha relacionado con el testaferro gallego David Barreiro Nogaledo, conocido por haber participado en la llegada del accionista qatarí a El Corte Inglés, quien fue investigado judicialmente por blanqueo y apropiación indebida en el marco de esta operación.
En 2013 se publicaron unas fotografías en el diario El País tomadas en el verano de 1995 en donde Marcial Dorado aparecía navegando con el secretario general del Servicio Gallego de Salud en el momento de la foto y presidente de la Junta de Galicia en el momento de la publicación, Alberto Núñez Feijóo, lo cual generaría un posterior debate político en Galicia sobre la amistad de ambos personajes.